# Мува (филм из 1986)
Мува (енгл. The Fly) је амерички научнофантастични хорор филм из 1986. године, режисера Дејвида Кроненберга, са Џефом Голдблумом и Џином Дејвис у главним улогама. Награђен је Оскаром за најбољу шминку, а добио је и 3 Награде Сатурн, за најбољи хорор филм, најбољег главног глумца и најбољу шминку. Представља лабав римејк истоименог филма из 1958. и заснован је на краткој причи Џорџа Лангелана. Постао је један од најзначајнијих телесних хорора, чији је најистакнутији редитељ управо Кроненберг.
Филм је добио веома позитивне критике, како од публике тако и од критичара. Такође, остварио је велики успех и на благајнама, те је са буџетом од приближно 10 милиона долара, зарадио преко 6 пута више.
Захваљујући комерцијалном успеху који је постигао, филм је након три године добио знатно слабији наставак под насловом Мува 2.

## Радња
Сет Брендл је бриљантан научник који већ годинама уназад покушава да изуме машину за телепортацију. Зближава се са новинарком, Вероником Квајф, од које жели да постане сведок његовом фантастичном изуму. Након што проба изума са бабуном прође успешно, Брендл одлучује да изум испроба и на себи.
Све крене по злу, када у комору са њим уђе и мува. Пошто машина није оспособљена да телепортује два бића истовремено, она их спаја. Иако у почетку изгледа да је све прошло у најбољем реду, временом Брендл почиње да осећа последице. За пар дана, почиње да губи делове тела и претвара се у мешавину човека и муве.

## Улоге
| Глумац            | Улога                 |
| ----------------- | --------------------- |
| Џеф Голдблум      | Сет Брендл            |
| Џина Дејвис       | Вероника „Рони” Квајф |
| Џон Гец           | Статис Боранс         |
| Џој Бушел         | Тауни                 |
| Лесли Карлсон     | др Брент Чиверс       |
| Џорџ Чувало       | Марки                 |
| Дејвид Кроненберг | гинеколог             |